# Constant Roden
Pour les articles homonymes, voir Roden.
Constant Roden (né le 11 juillet 1852 à Chelers, dans le Pas-de-Calais et mort le 20 mars 1918 à Arcachon, en Gironde)  est un homme politique français proche des Radicaux indépendants et de l'Alliance démocratique.

## Biographie
Constant Roden a été maire de Saint-Pol-sur-Ternoise de 1904 à 1918 et député du Pas-de-Calais de 1910 à 1918.
Il a également été sous-secrétaire d'État au Travail et à la Prévoyance Sociale du 14 décembre 1916 au 12 septembre 1917 dans les gouvernements Aristide Briand (6) et Alexandre Ribot (5).